# (25340) Segovesos
(25340) Segovesos, désignation internationale (25340) Segoves, est un astéroïde de la ceinture principale.

## Description
(25340) Segovesos, désignation internationale (25340) Segoves, est un astéroïde de la ceinture principale. Il fut découvert par Zdeněk Moravec et Miloš Tichý le 10 septembre 1999 à l'observatoire Klet'. Il présente une orbite caractérisée par un demi-grand axe de 1,96 UA, une excentricité de 0,0745 et une inclinaison de 20,27° par rapport à l'écliptique.
Il fut nommé en hommage au personnage légendaire Segovesos (né vers le VIe siècle av. J.-C.), prince gaulois vivant en Germanie (Forêts hercyniennes), frère de Bellovesos.

## Compléments